# روجر كاناس
روجر كاناس (بالإسبانية: Roger Cañas) هو لاعب كرة قدم كولومبي، ولد في 27 مارس 1990 في ميديلين في كولومبيا. لعب مع إنديبندينتي ميديلين وسيبير نوفوسيبيريسك وشاختيور سوليجورسك ونادي أبويل ونادي أستانا ونادي أورداباسي ونادي إيرتيش بافلودار ونادي شاختار قراغندي وياغيلونيا بياويستوك.

## وصلات خارجية
- روجر كاناس على موقع الاتحاد الأوربي (الإنجليزية)
- روجر كاناس على موقع إي إس بي إن إف سي (الإنجليزية)
- روجر كاناس على موقع قاعدة بيانات كرة القدم.إي يو (الإنجليزية)
- روجر كاناس على موقع Soccerway.com (الإنجليزية)
- روجر كاناس على موقع عالم كرة القدم.نت (الإنجليزية)
- روجر كاناس على موقع AS.com (الإسبانية)